# Star City (Indiana)
Star City és una concentració de població designada pel cens dels Estats Units a l'estat d'Indiana. Segons el cens del 2000 tenia 377 habitants.

## Demografia
Segons el cens del 2000, Star City tenia 377 habitants, 133 habitatges, i 106 famílies. La densitat de població era de 137,3 habitants/km².
Dels 133 habitatges en un 39,1% hi vivien nens de menys de 18 anys, en un 67,7% hi vivien parelles casades, en un 8,3% dones solteres, i en un 20,3% no eren unitats familiars. En el 17,3% dels habitatges hi vivien persones soles el 5,3% de les quals corresponia a persones de 65 anys o més que vivien soles. El nombre mitjà de persones vivint en cada habitatge era de 2,83 i el nombre mitjà de persones que vivien en cada família era de 3,2.
Per edats la població es repartia de la següent manera: un 30,5% tenia menys de 18 anys, un 8,8% entre 18 i 24, un 24,9% entre 25 i 44, un 24,1% de 45 a 60 i un 11,7% 65 anys o més.
L'edat mediana era de 36 anys. Per cada 100 dones de 18 o més anys hi havia 98,5 homes.
La renda mediana per habitatge era de 39.432 $ i la renda mediana per família de 40.089 $. Els homes tenien una renda mediana de 24.028 $ mentre que les dones 20.302 $. La renda per capita de la població era de 14.168 $. Cap de les famílies estaven per davall del llindar de pobresa.

## Poblacions més properes
El següent diagrama mostra les poblacions més properes.